# Wellenläufer (Gattung)
Die Wellenläufer (Hydrobates) sind eine auf allen Weltmeeren weit verbreitete Familie und Gattung der Röhrennasen (Procellariiformes). Zur Gattung gehören 15 Arten.

## Merkmale
Wellenläufer sind relativ kleine Meeresvögel und in der Regel dunkelbraun oder schwärzlich gefärbt. Zwei Arten sind auf der Rückenseite grau. Die Flügel sind lang und schmal und länger als die Flügel der Sturmschwalben (Oceanitidae). Der Kopf ist klein mit einem steilen Profil. Der Hals ist kurz und dick. Der Schnabel ist relativ kurz und schlank. Er trägt an der Spitze einen Haken. Die röhrenförmigen Nasen münden in einer einzigen Öffnung, die leicht nach oben gerichtet ist. Die Beine sind kürzer als die der Sturmschwalben. Die drei nach vorn gerichteten Zehen sind durch Schwimmhäute miteinander verbunden. Die Geschlechter unterscheiden sich kaum.

## Verbreitung und Lebensraum
Wellenläufer kommen auf dem Pazifik und auf dem Indischen Ozean nördlich des Äquators und auf dem Atlantik nördlich einer Linie zwischen dem Kap der Guten Hoffnung und Rio de Janeiro und südlich einer Linie zwischen Labrador und dem Nordkap sowie im westlichen Mittelmeer vor.
Während manche Arten außerhalb der Brutzeit riesige Aktionsräume haben, beschränken sich ihre Brutgebiete meist auf wenige Felseninseln.

## Lebensweise
Die Kenntnisse der Lebensweise der Wellenläufer gründen sich fast ausschließlich auf Beobachtungen in ihren Brutkolonien. Da sich Wellenläufer außerhalb der Brutzeit auf dem offenen Meer verstreuen, ist sehr wenig über ihre Aktivität in diesen Lebensphasen bekannt. Die Vögel ernähren sich von Zooplankton, kleinen Fischen, Krebstieren und Kopffüßern. Obwohl sie hin und wieder auch auf der Wasseroberfläche schwimmen scheinen sie ihre Nahrung nur im flatternde Flug dicht über der Meeresoberfläche zu erbeuten. Möglicherweise werden hierdurch potenzielle Beutetiere angezogen oder aufgeschreckt, so dass sie für die Sturmschwalben leichter zu entdecken sind.
Wellenläufer sind monogam und bilden möglicherweise feste Paare, die sich jährlich am Brutplatz wieder treffen. Die Vögel nisten an felsigen Küsten und auf Inseln in Felsspalten und Erdlöchern. Das Weibchen legt ein einziges, sehr großes, weißes Ei, dessen Gewicht 20 bis 30 % ihres Körpergewichts beträgt. Das Ei wird nicht kontinuierlich, sondern in Intervallen von einigen Tagen bis einer Woche mit Brutpausen dazwischen bebrütet. Beide Partner brüten und versorgen den Jungvogel zu gleichen Teilen. Der Jungvogel wird nur nachts gefüttert, wahrscheinlich um tagaktiven Prädatoren (vor allem Greifvögeln und großen Möwen und Raubmöwen) zu entgehen. Vom Legen der Eier bis zum Schlupf vergehen etwa 50 Tage und vom Schlupf bis zur Flugfähigkeit des Jungvogels vergehen ca. zwei Monate. Flügge geworden fliegt das Jungtier allein, ohne Begleitung der Eltern, hinaus aufs Meer.
Während Wellenläufer auf See weitgehend stumm sind, wird in den Brutkolonien sehr intensiv akustisch kommuniziert. Eine große Bandbreite an Lauten ist beschrieben, darunter gutturale, stöhnende, gurrende, schnurrende, zwitschernde und pfeifende Laute.

## Systematik
Wellenläufer werden als Familie den Röhrennasen zugeordnet, zu denen außerdem noch Albatrosse, Sturmvögel und Sturmschwalben zählen. Früher galten Letztere als Unterfamilie einer weiter gefassten Sturmschwalbenfamilie, die den wissenschaftlichen Namen Hydrobatidae hatte. DNA-Analysen führten jedoch zu dem Ergebnis, dass die Sturmschwalben kein einheitliches Taxon bilden. Nur die beiden Unterfamilien sind monophyletisch, die Sturmschwalben als Ganzes jedoch paraphyletisch. Die Südlichen Sturmschwalben bekamen deshalb unter der Bezeichnung Oceanitidae den Rang einer eigenständigen Familie.

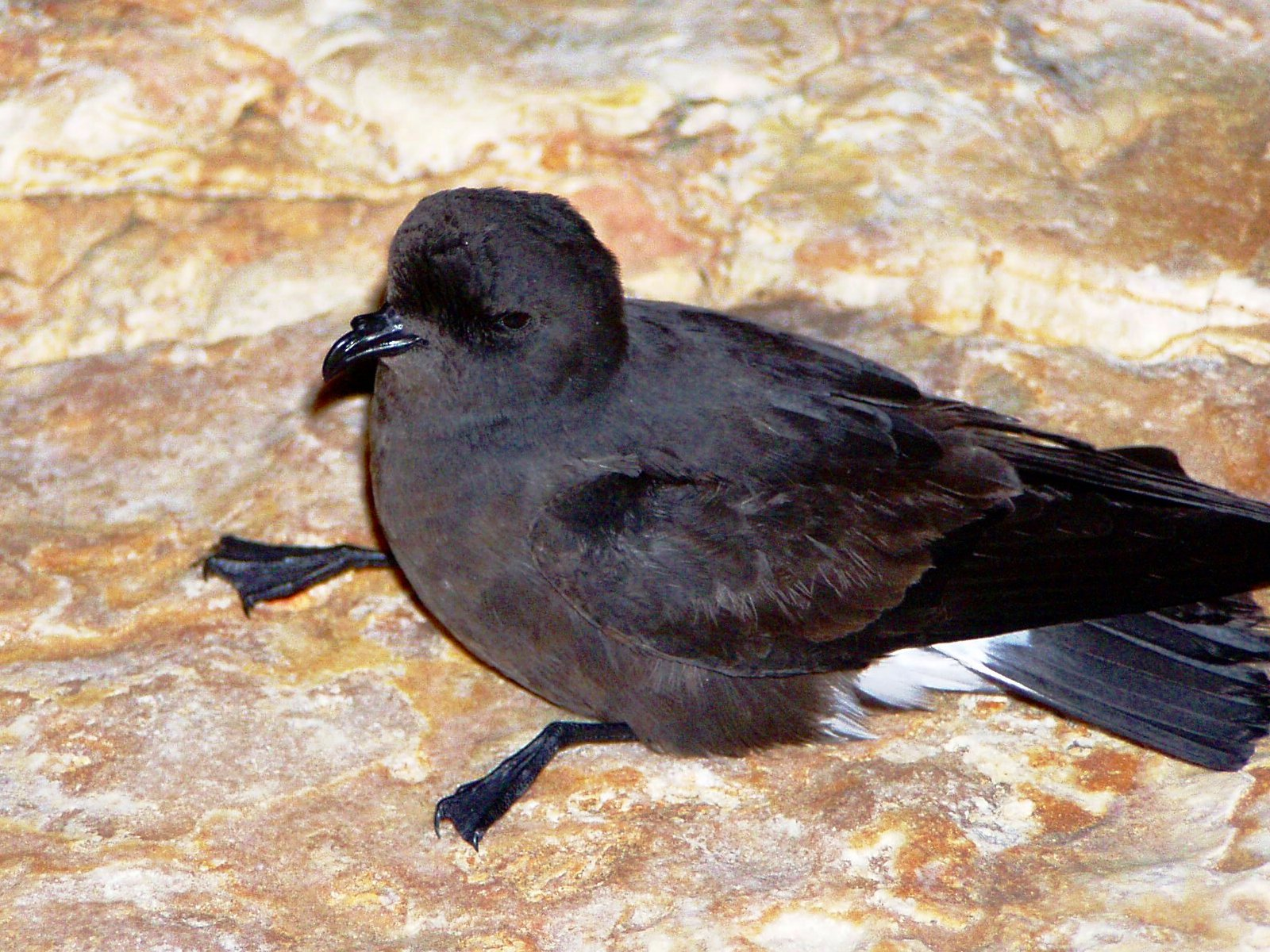
Sturmwellenläufer, H. pelagicus

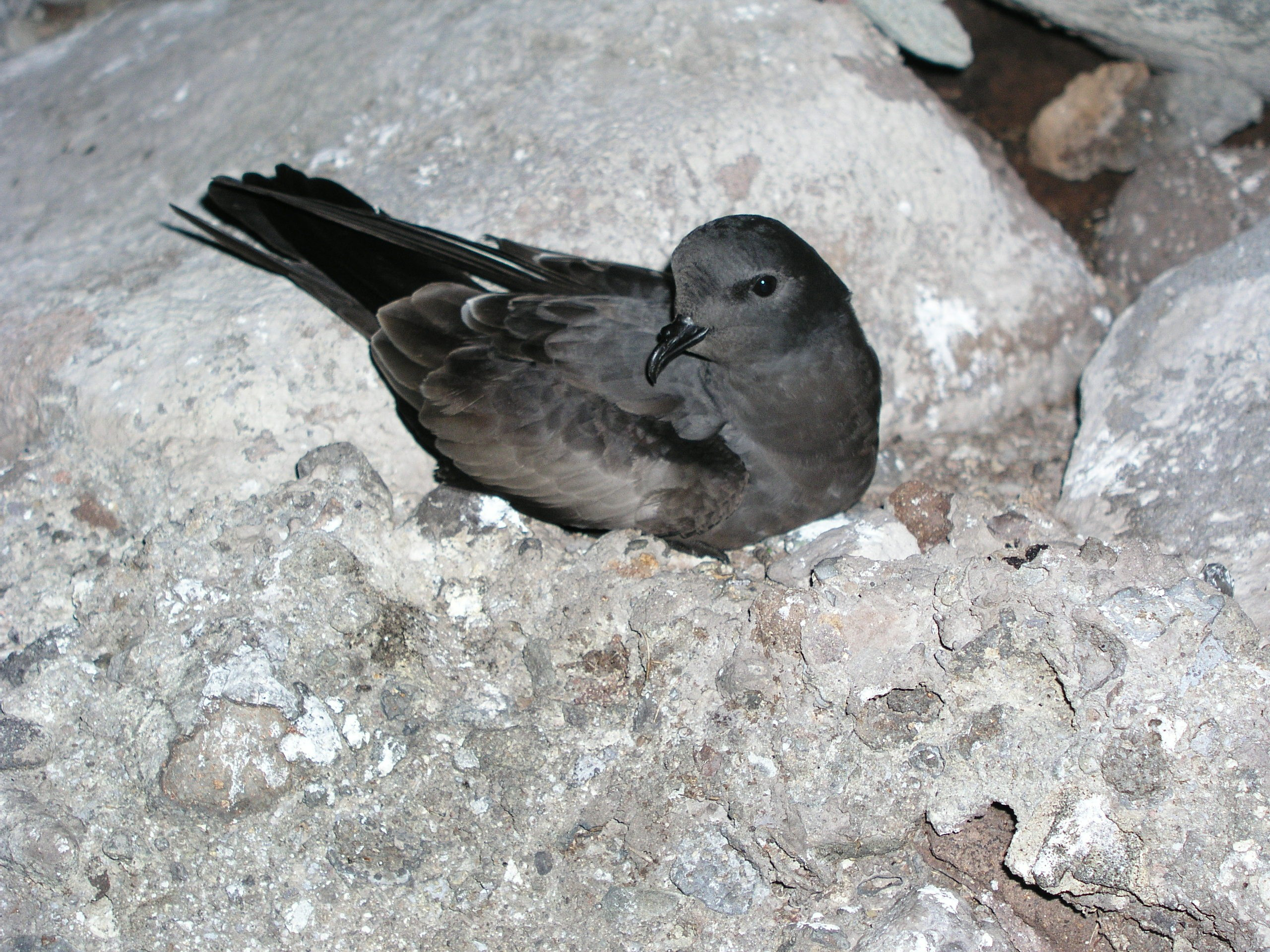
Tristram-Wellenläufer, H. tristrami

## Arten
- Madeira-Wellenläufer, H. castro
- Gabelschwanz-Wellenläufer, H. furcata
- Kalifornienwellenläufer, H. homochroa
- Kragen-Wellenläufer, H. hornbyi
- Wellenläufer, H. leucorhoa
- Guadalupe-Wellenläufer, H. macrodactyla, wahrscheinlich ausgestorben
- Ruß-Wellenläufer, H. markhami
- Matsudaira-Wellenläufer, H. matsudairae
- Schwarzwellenläufer, H. melania
- Zwerg-Sturmschwalbe, H. microsoma
- Swinhoewellenläufer, H. monorhis
- Azorenwellenläufer, H. monteiroi, wurde 2008 als neue Art beschrieben
- Sturmwellenläufer, H. pelagicus
- Galapagos-Wellenläufer, H. tethys
- Tristram-Wellenläufer, H. tristrami

## Gefährdung
Wie bei vielen anderen Seevogelarten besteht die Gefährdung der Wellenläufer vor allem darin das das Habitat ihrer Brutinseln durch den Menschen direkt oder indirekt verändert wird. Auf zahlreichen Inseln sind jetzt Gelege und Jungvögel durch vom Menschen eingeführte Ratten oder Katzen gefährdet. Eine Art ist wahrscheinlich durch indirektes menschliches Zutun ausgestorben: Der Guadalupe-Wellenläufer wurde seit 1912 nicht mehr gesehen; die IUCN führt ihn dennoch nur im Status Critically endangered (vom Aussterben bedroht), da noch keine Versuche unternommen worden sind, die Insel Guadalupe systematisch nach eventuellen Restbeständen abzusuchen. Ein sicheres Urteil über den Status der Art wird dadurch erschwert, dass der ähnliche gemeine Wellenläufer ebenfalls auf Guadalupe heimisch ist. Für das vermutete Aussterben verantwortlich sind wahrscheinlich auf der Insel frei herumlaufende Hauskatzen.

## Belege
1. ↑  Frank Gill, David Donsker & Pamela Rasmussen (Hrsg.): Petrels, albatrosses IOC World Bird List v11.2
2. 1 2 3 4 5 6 7  David W. Winkler, Shawn M. Billerman, Irby J. Lovette: Bird Families of the World: A Guide to the Spectacular Diversity of Birds. Lynx Edicions, Barcelona 2015, ISBN 978-84-941892-0-3, S. 168.
3. ↑  Seite mit einer Audiodatei, die den Ruf eines Wellenläufers enthält
4. ↑  Gary Nunn & Scott Stanley: Body size effects and rates of cytochrome b evolution in tube-nosed seabirds. In: Molecular Biology and Evolution 1998, Heft 15(10), S. 1360–1371
5. ↑  Hackett et al.: A Phylogenomic Study of Birds Reveals Their Evolutionary History. In: Science.Band 320, Nr. 5884, 2008, S. 1763–1768, doi:10.1126/science.1157704
6. ↑  Hydrobates macrodactylus in der Roten Liste gefährdeter Arten der IUCN. Abgerufen am 19. November 2011.